# Jesús Urceloy
Jesús Urceloy (Madrid, España, 1964) es: un poeta, narrador, editor y profesor de escritura creativa y poesía.

## Biografía
Nació en Madrid, el 7 de mayo de 1964, lugar donde actualmente reside. Estudió Filología Hispánica en la Universidad Complutense de Madrid, ejerciendo de profesor en centros como la Universidad San Pablo-CEU, el Taller de escritura de Madrid, el Centro de Poesía José Hierro y los Talleres de Escritura Creativa Fuentetaja.
Destacó en los años 90 como agitador cultural organizando diversas tertulias y ciclos de recitales en lugares como el Café Libertad, el Aula 010 o El rincón del Arte Nuevo, además de cofundar la decana revista digital de creación Ariadna-RC junto a Antonio Polo, Pedro Díaz del Castillo, Álvaro Muñoz Robledano, Rafael Pérez castells y David Torres. Entre los años 80 y 2000 perteneció, como bajo, a varias corales amateurs, como el Orfeón de Castilla, la Schola Cantorum de Madrid o la coral de cámara Octaba Esphera. En 1987 residió en Alemania donde estudió Historia de la Música en el conservatorio de Freising.
En 2015 se edita su obra poética reunida en un solo volumen titulado "Piedra Vuelta. Poesía 1985 - 2014". En este libro se revisan muchos poemas y se reestructuran, descartando más de 60 poemas, algunos de los libros anteriores. Incluye un libro inédito, "Officium", recopilación de todas las plaquettes editadas hasta ese momento junto a poemas nuevos escritos entre 2011 y 2014. 
En septiembre de 2012 publica su primer libro de cuentos: "Matar en casa y otros cuentos formidables". Un acercamiento desde la ternura y la ironía al mundo de la familia y sus pequeños absurdos cotidianos. En febrero de 2014 publica la novela "El pie sin huella", la única novela hasta la fecha escrita entre ocho autores, los seis ya citados miembros fundadores de Ariadna-rc.com y Juan Manuel Navas y Antonio Rómar, que se sumaron a la redacción de la revista posteriormente.
Dirigió entre 2011 y 2016 la colección de poesía Avena Loca, de la editorial Amargord. 
Actualmente dirige la colección "Sola nocte" en la editorial Ars Poética, donde además es editor literario. Esta colección pretende ser un espacio donde editar primeros libros de autores nóveles, dando preferencia a sus alumnos y exalumnos, aunque abierta a otros autores de prestigio.

## Estilo
Su poesía ha evolucionado desde los tonos litúrgico y elegíaco de sus dos primeros libros, ampliando sus campos de referencia a la irracionalidad, el humor y la poesía social. Se mueve así entre una primera "poesía del conocimiento" y la posterior exploración de territorios vanguardistas.
Estudioso de la forma, el ritmo y la musicalidad es autor también de sonetos y otros metros clásicos, así como un buen recitador.

## Obra

### Lírica
- Poemas eróticos (Ayuntamiento de Galaroza, 1994) [Plaquette].
- El libro de los salmos (Devenir, 1997).
- La profesión de Judas (Sial, 2000). Prólogo de Luis Alberto de Cuenca y epílogo de David Torres. Finalista Premio de la Crítica 2001.
- Berenice (Amargord, 2005). Prólogo de Jesús Cuesta. Finalista Premio Nacional de Poesía 2006.
- ¿Cuál es tu nombre? (Barco de Ideas, 2006) [Plaquette].
- Diciembre (Fundación Centro de Poesía José Hierro, 2008). III Premio Internacional Margarita Hierro.
- Harto de dar patadas a este bote. 90 sonetos (1985 - 2010). (de la luna libros, 2010) Prólogo de José Antonio Rodríguez Alva.
- Los cerdos (Nanoediciones, 2011) [Plaquette].
- Imágenes (Quinceintentos, 2011) [Plaquette].
- Hazversidades (Cuadernos del Laberinto, 2012) [Plaquette].
- La biblioteca amada (Polibea, 2012) Prólogo de Emilio Pascual.
- Misa de Réquiem (Centro de Arte Moderno, 2012) Ilustraciones de Luis Felipe Comendador. Incluye, ampliado y corregido, el libro "La profesión de Judas"
- Versos cobardes para el niño de la foto (Año XIII, 2013) [Plaquette].
- Piedra Vuelta. Poesía 1985 - 2014 (Amargord, 2014) Prólogo de David Torres.Incluye el libro inédito "Officium" (2014)
- Visibles e invisibles. Falsa antología de autores verdaderos (Cuadernos del Laberinto, 2015) Prólogo de Álvaro Muñoz Robledano
- 91 poemas contra la niebla (Ars-Poetica, 2017) Prólogo de Fernando Beltrán.
- Luz Violenta (Antología poética 1998-2021) (Reino de Cordelia, 2021) Edición de Iván Gonzalo Rodríguez

### Prosa
- Matar en casa y otros cuentos formidables (Tres rosas amarillas / La casa de cartón, 2012).
- El pie sin huella (Amargord Ediciones, colección Cana Negra nº13, 2014). La única novela en español escrita hasta 2014 por ocho autores: Pedro Díaz del Castillo, Álvaro Muñoz Robledano, Juan Manuel Navas, Rafael Pérez Castells, Antonio Polo, Antonio Rómar, David Torres y Jesús Urceloy.

### Ensayo
- Yo soy más de series; 60 series que cambiaron la historia de la televisión. Fernando Ángel Moreno (ed.). Granada: Esdrújula Ediciones, 2015.

### Antologías
- Poesía espanhola, anos 90 (Joaquim M. Magalhães, Lisboa, 2000), edición bilingüe.
- Feroces (Isla Correyero, DVD, 2001)
- Entonces, ahora (José Luis Morante y Arturo Ledrado, Ayuntamiento de Rivas, 2003)
- La voz y la escritura (Miguel Losada, Ateneo de Madrid, 2003)
- Madrid, once de marzo. Poemas para el recuerdo (Eduardo Jordá y José Mateos, Pre-textos, 2004)
- La voz y la escritura (Miguel Losada, Sial, 2006)
- La casa del poeta (Antonio Manilla y Román Piña, La noche polar, 2007)
- Último ahora: Quince poetas (José Antonio Rodríguez Alva, Izana editores, 2013)

### Ediciones literarias
- Todo Sherlock Holmes (Cátedra, 2003; 13 edición, marzo de 2017).
- Los poetas del agua (CYII, 2004).
- Las mil noches y una noche (Cátedra, 2005; tercera edición 2017), en colaboración con Antonio Rómar.
- Sherlock Holmes. Las aventuras imprescindibles (2 vol.) (Alianza Editorial, 2008).
- Sherlock Holmes. Las mejores aventuras (Alianza Editorial, 2012).
- Volveremos a vernos. Una antología de Luis Alberto de Cuenca. 1972/2018 (Ars Poética, 2018).
- Tres poemas multiusos de tres escritores rusos. Edición de Julia García Urceloy y Jesús Urceloy. Dibujos de Sebastián Fiorilli, Pedro Díaz del Castillo y David Foronda. (Ars Poética, 2019)

### Libros editados en Sola Nocte
- 54 poetas que corrieron la Maratón de Chicago. Antología de alumnos y amigos de los talleres de Jesús Urceloy 2017/2018. Poema preludio de Jesús Urceloy. (Ars Poética, colección Sola Nocte, diciembre 2018)
- Todos tienen un nombre. Pilar García Orgaz. Prólogos de Iván Gonzalo y Jesús Urceloy. (Ars Poética, colección Sola Nocte, enero 2019)
- Laya Cervantes. Los ojos de diciembre. Prólogo y reseña de Jesús Urceloy. (Ars Poética, colección Sola Nocte, febrero 2019)

### Libros editados en Avena Loca
- 00 Todo sigue así (Obra completa) - Julio César Navarro (1970-2009)/ 2011
- 01 Menos Amèlie, más Clarissa Dalloway - Deborah Antón / 2011 (segunda edición 2014)
- 02 Peligroso asomarse al interior - José Antonio Rodríguez Alva /2011
- 03 El disfraz de los paisajes - Carlos Tejero / 2012
- 04 La ruta de la plata - Esther Madrigal / 2012
- 05 Mitología de las piedras - Loren Fernández / 2012
- 06 Dalton Peabody (Poesía completa)- Miguel de Francisco (1949-2012) / 2013
- 07 Gris: una teoría - Juan Hospital / 2013
- 08 Pequeños holocaustos sin importancia - Iñaki Carrasco / 2013
- 09 24 poetas tímidos - varios autores - Edición de Jesús Urceloy / 2013
- 10 El tejedor - Gabi Nan / 2014
- 11 Entonces - Ana Isabel Trigo / 2014
- 12 Los granos de arroz - Pilar García Orgaz / 2015
- 13 Grietas - Beatriz Bethuel / 2015
- 14 La carne en calma - Juan Manuel Navas / 2015
- 15 Clus - Álvaro Muñoz Robledano / 2015